# De amor y de sombra
De amor e de sombra é o segundo romance escrito pela autora chilena Isabel Allende, publicado em 1984.
O livro teve uma adaptação para o cinema dez anos depois (Of Love and Shadows), dirigida por Betty Kaplan, com Antonio Banderas e Jennifer Connelly.
A história tem origem num encontro casual entre Irene, uma jovem da aristocracia chilena, e Francisco, filho de um professor anarquista. A partir de uma reportagem rotineira, um mundo estranho, oculto pela história oficial, vai-se-lhes revelando, fazendo-os sentir responsáveis perante os factos cruéis que se sucedem. E nas sombras do poder e do abuso, cada vez mais pressionados pelas injustiças e pelo ódio, que o amor de Irene e Francisco se desenvolve, como força contrária.